# Maurice Clautier
Maurice Clautier (né le 8 juillet 1918 à Truro, en Angleterre, et mort le 23 mars 1999 à Borsbeek) est un coureur cycliste belge. Professionnel de 1937 à 1950, il a été champion de Belgique de poursuite en 1941.

## Palmarès
- 1937
  - Tour de Belgique indépendants :
    - Classement général
    - 5e et 6e étapes
- 1939
  - 3e du Tour de Belgique
- 1941
  - Champion de Belgique de poursuite
  - Coupe Sels
  - 4e du Tour des Flandres
- 1942
  - 3e du championnat de Belgique de poursuite
  - Grand Prix d’Anvers de demi-fond
- 1943
  - 3e du Grand Prix de Belgique
  - 3e du Grand Prix des Nations
  - 3e du Critérium des As
- 1945
  - 2e du championnat de Belgique de demi-fond
- 1946
  - 1re étape du Tour de Belgique
- 1948
  - 3e du championnat de Belgique de demi-fond
- 1949
  - 3e du championnat de Belgique de demi-fond
- 1950
  - 3e du championnat de Belgique de demi-fond

## Résultats sur le Tour d'Italie
- 1939 : non partant (5e étapes)